# جرترود غريني
جرترود غريني (بالإنجليزية: Gertrude Greene)‏ هي نحّاتة ورسامة أمريكية، ولدت في 1904 في نيويورك في الولايات المتحدة، وتوفي بنفس المكان في 25 نوفمبر 1956 بسبب سرطان.